# Psylliodes attenuata
Psylliodes attenuata är en skalbaggsart som först beskrevs av Koch 1803.  Psylliodes attenuata ingår i släktet Psylliodes, och familjen bladbaggar. Artens livsmiljö är jordbrukslandskap.